# Artistica '81
La Ginnastica Artistica '81, o Artistica '81, è una società sportiva italiana di ginnastica, di Trieste. Attualmente compete nei campionati di ginnastica artistica maschile e femminile; è l'unica società di ginnastica del Friuli-Venezia Giulia ad essere mai arrivata in Serie A1.
Le sue ginnaste sono riuscite a conquistare titoli nazionali e internazionali, contando anche due partecipazioni olimpiche.
Il presidente della società è, fin dalla sua fondazione nel 1981, il commendatore Fulvio Bronzi.

## Storia
L'attività della società ha avuto inizio nel 1981, in una palestra di una parrocchia di Trieste: un gruppo di commercianti e di insegnanti di Educazione fisica (i professori Diego Pecar e Teresa Macrì, i maestri Carlo Castelli e Laura Mancinelli, il presidente fondatore Fulvio Bronzi) fondò la società "Amici di San Giacomo”, dal nome del rione in cui la palestra si trovava. Nel primo anno si sono iscritti 105 bambine e 85 adulti; si ottennero già alcuni risultati agonistici a livello regionale.
A metà anni novanta è nata la squadra maschile, seguita da Carlo Castelli, e la società ha cambiato il nome in “Artistica ‘81”.
Nel 1996 la Artistica '81 era la società sportiva monodisciplinare con il maggior numero di iscritti (873) in Italia, ed è stata riconosciuta «Scuola di ginnastica» dalla F.G.I..
La squadra guidata da Francesca Benolli, con Sara Bradaschia, Federica Macrì, Manuela Carrafiello e Carolina Pecar nel 2002 ha conquistato il passaggio al campionato di serie A2, ottenendo subito la promozione in Serie A1 GAF per il campionato del 2003.

## Le atlete
Nei primi 20 anni di vita della società sono state molte le ginnaste che hanno lasciato il segno, come Giulia Tendendo, Sabrina Bressan, Carolina Pecar.
Nel 1987 Barbara Melozzi comincia a collezionare grandi risultati: convocata in nazionale, partecipa a competizioni internazionali come gli Europei di Atene e la Coppa del Mondo a Barcellona nel 1990, i Mondiali di Specialità a Parigi nel 1991, gli Europei di Nantes 1992.
In seguito la società ha dato 3 atlete alle squadre nazionali che hanno partecipato alle olimpiadi: Martina Bremini (Sydney 2000), Francesca Benolli e Federica Macrì (Pechino 2008).
Nel 2013 Tea Ugrin è diventata campionessa italiana, vincendo i Campionati assoluti 2013, 16 anni dopo l'ultima vittoria societaria, di Martina Bremini.

## Sede e palestre
Dopo più di 10 anni di richieste per una vera palestra, attraverso manifestazioni, esibizioni ginniche, e alla luce dei tanti risultati ottenuti, la società è passata prima dalla palestra della parrocchia ad un'officina riadattata, poi ad un padiglione fieristico, e nel 1998 ha ottenuto una tra le palestre più attrezzate d'Italia; quella al 1º piano della sede è predisposta all'apprendimento della ginnastica, mentre la Palestra Specialistica possiede le attrezzature necessarie alle attività di alto livello.
Nel 2012 la fiction televisiva Un caso di coscienza ha effettuato nella palestra dell'Artistica '81 alcune riprese televisive, con la partecipazione anche delle ginnaste.